# ガーフィールド郡 (オクラホマ州)
座標: 北緯36度23分 西経97度47分 / 北緯36.38度 西経97.78度
ガーフィールド郡（英: Garfield County）は、アメリカ合衆国のオクラホマ州にある郡。人口は6万2846人（2020年）。郡庁所在地はイーニドである。

## 地理
アメリカ合衆国国勢調査局によると、この都市は総面積2,745 km2 (1,060 mi2) である。このうち2,741 km2 (1,058 mi2)が陸地で、4 km2 (2 mi2) が海や湖などの水地域である。総面積のうち0.15%が水地域となっている。

### 幹線道路
- 国道60号線
- 国道64号線および国道412号線
- 国道81号線
- 州道15号線
- 州道45号線
- 州道74号線

### 隣接する郡
- グラント郡（北）
- ノーブル郡（東）
- ローガン郡（南東）
- キングフィッシャー郡（南）
- メジャー郡（西）
- アルファルファ郡（北西）

## 人口動静

2000年の時点での郡の人口ピラミッド

2000年国勢調査によると、ガーフィールド郡には57,813人、23,175世帯、及び15,805家族が暮らしている。人口密度は21/km2 (55/mi2) で、10/km2 (25/mi2) の平均的な密度に26,047軒の住居が建っている。この郡の人種の構成は白人88.65%、黒人（アフリカ系アメリカ人）3.26%、先住民2.11%、アジア系0.85%、太平洋諸島系0.49%、その他の人種2.02%、及び混血2.62%で、4.13%の人々がヒスパニックまたはラテン系である。
ガーフィールド郡に住む23,175世帯のうち、31.40%は18歳未満の子どもと暮らしており、54.20%は夫婦で生活している。10.50%は未婚の女性が世帯主であり、31.80%は家族以外の住人と同居している。27.70%は独居で、全世帯の12.10%は65歳以上の独居老人世帯である。1世帯あたりの平均人数は2.42人であり、家庭の場合は2.95人である。
郡の住民は25.00%が18歳未満の子どもで、18歳以上24歳以下が9.10%、25歳以上44歳以下が27.30%、45歳以上64歳以下が22.50%、および65歳以上が16.00%となっている。平均年齢は38歳である。女性100人ごとに対して男性は93.70人いて、18歳以上の女性100人ごとに対して男性は90.40人いる。
郡の世帯ごとの平均収入は33,006米ドルで、家族ごとでは39,872米ドルである。男性の29,921米ドルに対して女性は20,791米ドルの平均的な収入がある。この郡の一人当たりの収入 (per capita income) は17,457米ドルである。総人口の13.90%、家族の10.50%は貧困線以下である。18歳未満の子どもの19.70%及び65歳以上の10.40%は貧困線以下の生活を送っている。

## 都市および町
- イーニド（郡庁所在地）
- ラホマ
- バイソン (en:Bison, Oklahoma)
- ブラッケンリッジ (en:Breckenridge, Oklahoma)
- キャリア (en:Carrier, Oklahoma)
- コヴィントン (en:Covington, Oklahoma)
- ダグラス (en:Douglas, Oklahoma)
- ドラモンド (en:Drummond, Oklahoma)
- フェアモント (en:Fairmont, Oklahoma)
- ガーバー (en:Garber, Oklahoma)
- ヒルズデール (en:Hillsdale, Oklahoma)
- ハンター (en:Hunter, Oklahoma)
- クレムリン (en:Kremlin, Oklahoma)
- ノース・イーニド (en:North Enid, Oklahoma)
- ワウコミス (en:Waukomis, Oklahoma)

## NRHPの史跡
ガーフィールド郡では下記の地点がアメリカ合衆国国家歴史登録財 (NRHP) に登録されている。
- R・E・ホイ第一油井（コヴィントン）
- キメル車庫（コヴィントン）
- ブロードウェイ・タワー（イーニド）
- H・H・チャンプリン・ハウス（イーニド）
- T・T・イーソン邸（イーニド）
- イーニド陸軍施設（イーニド）
- イーニド墓地とカルヴァリー・カトリック墓地（イーニド）
- ガーフィールド郡庁舎（イーニド）
- ジャクソン学校（イーニド）
- H・L・カウフマン・ハウス（イーニド）
- ケンウッド歴史地区（イーニド）
- ラマートン・ハウス（イーニド）
- マクリスティー＝クノックス邸（イーニド）
- ロック・アイランド駅（イーニド）
- ハンター銀行（ハンター）